# منتخب ميانمار تحت 23 سنة لكرة القدم
منتخب ميانمار تحت 23 سنة لكرة القدم (بالبورمية: မြန်မာ အမျိုးသား အသက် ၂၃ နှစ်အောက် ဘောလုံးအသင်း) هو ممثل ميانمار الرسمي في المنافسات الدولية في كرة القدم في فئة كرة قدم تحت 23 سنة للرجال، يديريه اتحاد ميانمار لكرة القدم.